# Pavel Fischer
Pavel Fischer (* 26. srpna 1965 Praha) je český politik a diplomat, senátor, který dvakrát kandidoval na prezidenta České republiky. Působil v týmu Václava Havla a jako velvyslanec ve Francii a Monaku, byl rovněž ředitelem Ústavu empirických výzkumů STEM. Je nositelem monackého Řádu svatého Karla (2009) a francouzského Řádu čestné legie (2010).
Od října 2018 je členem Senátu Parlamentu České republiky, aktuálně nezařazeným do klubu a bez politické příslušnosti, kam byl zvolen za obvod č. 17 – Praha 12 jako nestraník s podporou ODS, KDU-ČSL, TOP 09 a hnutí STAN, přičemž ve 2. kole voleb jej podpořily i Konzervativní strana, Koruna Česká a hnutí KAN. Od svého zvolení senátorem vykonává funkci předsedy Výboru pro zahraniční věci, obranu a bezpečnost. Mandát ve volbách v roce 2024 obhájil.
Dvakrát kandidoval na funkci českého prezidenta. Roku 2018 se umístil na 3. místě se ziskem 526 694 hlasů (10,23 %). Poté ohlásil úmysl kandidovat i v následující volbě a roku 2023 s podporou SPOLU získal 6,75 % hlasů a skončil na 4. místě.

## Rodina
Otec Jan Fischer (zemřel 2022) působil od roku 1954 jako vědecký pracovník ve Fyzikálním ústavu Akademie věd. Zabýval se fyzikou elementárních částic a byl také vedoucím oddělení fyziky vysokých energií. Přes omezené možnosti uplatnění způsobené tím, že nebyl členem KSČ, se stal předním odborníkem ve svém oboru. V rámci své zahraniční vědecké spolupráce pobýval pracovně jak v zemích východní Evropy, tak zejména v Itálii, Švýcarsku, Francii, Německu a USA. Věnoval se také popularizaci vědy, překládal populárně vědecké a filozofické tituly. Otec také externě působil na Matematicko-fyzikální fakultě Univerzity Karlovy, kde v roce 1994 získal hodnost univerzitního profesora. Fischerova matka Jana, vystudovaná učitelka hudby a českého jazyka, se velkou část života věnovala výchově čtyř dětí. Později vyučovala hudbu na Střední pedagogické škole v Praze-Dejvicích.
Pavel Fischer je ženatý. S manželkou Klárou mají tři děti a dlouhodobě se věnovali celodenní péči o nejstaršího Vojtěcha, který čelil těžkému postižení, jemuž v roce 2013 podlehl. Barbora, Benedikt a Markéta studují na univerzitě. Manželka Klára pracuje v Domácím hospicu Cesta domů.

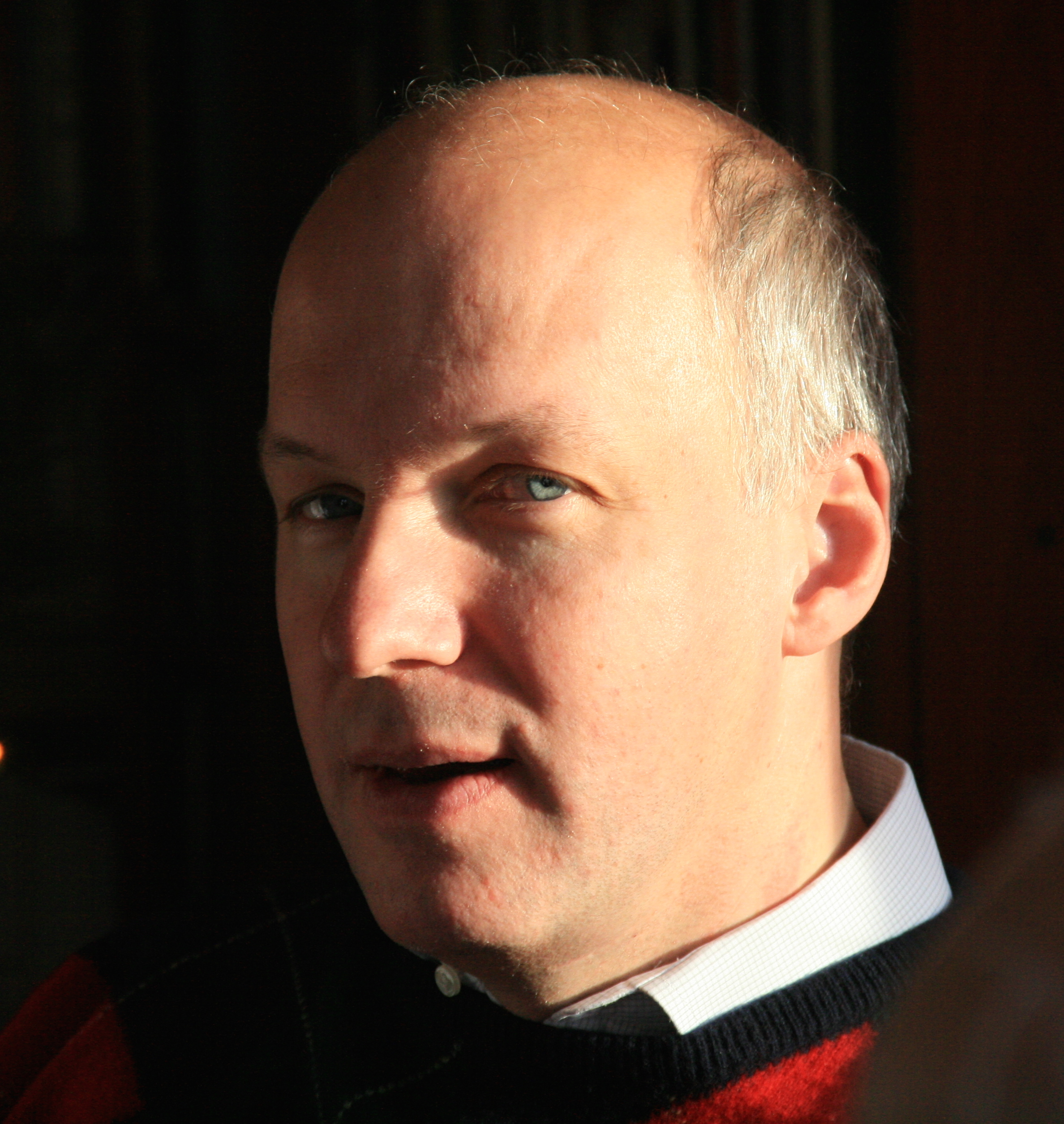
Pavel Fischer, 2009

## Studium a pracovní dráha
Vyrůstal v Praze-Vinohradech. V mládí se věnoval hudbě a atletice, byl rovněž členem skautského oddílu Pětka Praha, který byl před rokem 1990 registrován jako turistický oddíl mládeže ČSTV. Jeho skautské jméno je Bob. Na lidové škole umění vystudoval hru na housle, samostatně se pak naučil hře na kytaru. Během studia na gymnáziu Sladkovského náměstí v Praze na Žižkově působil jako houslista v Pražském studentském orchestru a zpíval v Brixiho akademickém sboru, v letech 1988–1989 také ve World Youth Choir.
V letech 1984 až 1990 studoval obor francouzština a čeština na Filozofické fakultě Univerzity Karlovy v Praze. Závěrečnou práci obhájil na téma „Několik poznámek k otázce galoromanismu a iberoromanismu katalánštiny“. Ve studiu pokračoval na Centre International de Formation Chrétienne v Ženevě (1990–1991), kde se zabýval problematikou migrace a uprchlíků. Na prestižní vysoké škole École nationale d'Administration (E.N.A.) v Paříži si doplnil vzdělání v oblasti veřejné správy (1998–1999). Podle svých slov mluví plynně francouzsky, anglicky a katalánsky.
Pracovně začínal v letech 1983 až 1984 jako dělník geofyzikálního průzkumu v pražském závodu národního podniku Geofyzika Brno. Po absolvování vysoké školy vyučoval v roce 1990 francouzštinu na pražském Gymnáziu Jana Nerudy. V letech 1991 až 1993 byl osobním sekretářem pražského pomocného biskupa Františka Lobkowicze a v letech 1993 až 1995 zástupcem ředitele pražského Institutu komunikace.
Během prezidentství Václava Havla působil v Kanceláři prezidenta republiky – nejprve jako tiskový specialista (1995–1997), později jako zástupce mluvčího prezidenta (1997–1998) a nakonec jako ředitel politického odboru (1999–2003). V letech 2003 až 2010 byl českým velvyslancem ve Francii a Monaku. Po návratu do Prahy pracoval jako vrchní ředitel sekce bezpečnostně-multilaterální na Ministerstvu zahraničních věcí ČR, kde se mj. zabýval kybernetickou bezpečností. Po odchodu z ministerstva působil jako poradce pro strategické a bezpečnostní otázky pro vládní i nevládní sektor. V období 2014–2016 spolupracoval také s českými firmami při exportu do Francie v oblasti městské dopravy a digitální ekonomiky a s nevládními sdruženími. Působil jako poradce náčelníka Generálního štábu Armády ČR pro zahraniční politiku (2016) a ministra kultury ČR pro oblast zahraniční politiky (2016–2017). V letech 2015–2017 působil jako ředitel Ústavu empirických výzkumů STEM.
Je nositelem monackého Řádu svatého Karla (2009) a francouzského Řádu čestné legie (2010).
Působil v řadě nadací a spolků. Je předsedou Asociace bývalých českých žáků E.N.A., v období 1999–2003 byl předsedou správní rady Nadace Forum 2000, kde nadále působí. Je členem správní rady Institutu Jacquese Delorse v Paříži, byl členem (2016) expertní pracovní skupiny Institutu Montaigne pro oblast evropské obrany a bezpečnosti. Je také členem Společnosti Ferdinanda Peroutky. Je členem správní rady neziskové organizace SIRIRI, která se věnuje vzdělávacím programům ve Středoafrické republice.

## Politické názory
Pavel Fischer prosazuje orientaci na Západ, je především pro co nejsilnější spolupráci se sousedy v EU a dalšími klíčovými spojenci v rámci NATO, tedy například USA. V případě zvolení prezidentem by chtěl přezkoumat Klausovu amnestii. Podle něj není na prezidentovi, aby stanovoval parametry přijetí měny euro, to je odpovědností vlády. Je proti zákonu o obecném referendu. Nejmenoval by premiérem člověka, který by byl trestně stíhán. Zrušil by bezpečnostní kontroly na Pražském hradě, protože ho chce otevřít veřejnosti. Při debatě v Brně 13. prosince 2017 vyzval prezidenta Zemana, aby skládal účty ze svého působení a začal se zúčastňovat debat. Následně v této věci poslal Zemanovi otevřený dopis.
Ve společnosti zastává spíše konzervativní politické postoje. Při debatě v katolickém domě v Blansku v prosinci 2017 na dotaz uvedl, že by nejmenoval homosexuála soudcem Ústavního soudu ČR z důvodu střetu zájmů. Za výrok se následně několikrát omluvil. Kritizoval také případné zlegalizování manželství u homosexuálních párů, prý by to posílilo obavy o obchodování s dětmi. Zákon zrovnoprávňující vztah stejnopohlavních párů by ale podepsal, jelikož by se mělo naslouchat parlamentní většině.
Za největší problém Fischer v roce 2017 považoval „…vpád technologií do života a soukromí lidí. Sociální sítě nás paradoxně čím dál více odcizují, u dětí i dospělých zaznamenáváme zřetelný úbytek emocionality i tvořivosti.“ Sociální sítě mohou podle něj v krajním případě rozbíjet důvěru ve společnosti, podlamovat dialog a oslabit schopnost nacházet politický konsensus.
Fischer podporuje civilní držení zbraní, přičemž se vyjádřil, že považuje za „správné, aby dospělí občané měli základní zručnost při zacházení se zbraní, aby ji uměli zajistit nebo zkontrolovat, že není nabitá“. Jakožto prezident by vetoval případné omezování legálního civilního držení zbraní.

## Kandidatura na prezidenta ČR

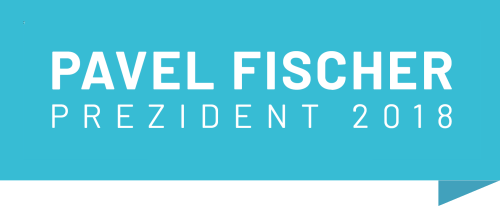
Logo kampaně

### Prezidentské volby 2018
Kroměřížská výzva ho roku 2016 považovala za možného kandidáta na prezidenta Česka. Zúčastnil se také několika debat možných kandidátů, v Českých Budějovicích, Písku, Ústí nad Labem a v Plzni. 5. října 2017, ve výročí narození Václava Havla, oznámil na tiskové konferenci, že získal podporu potřebného počtu senátorů, čímž oficiálně začal svou prezidentskou kandidaturu. V listopadu 2017 se díky podpoře 17 senátorů stal jedním z devíti kandidátů na post prezidenta. Podpořili jej senátoři z řad ČSSD, KDU-ČSL, STAN, TOP 09, ODS a nezávislých.
Na tiskové konferenci 30. listopadu 2017, kde zahájil ostrou část kampaně, představil Fischer tyto tří hlavní pilíře svého politického programu: Rodina, bezpečí a rozvoj regionů.
Neformální hnutí na podporu Fischerovy kampaně označovalo sebe sama „tyrkysová revoluce“. Vzniklo na Moravě a během dvou dnů se prý rozšířilo po celé republice. Tyrkysová barva byla zvolena podle vizuální prezentace oficiální kampaně, i když tyrkysová revoluce prý vznikla mimo plánovanou volební kampaň a nese znaky spontánnosti a dobrovolnosti. Během „tyrkysové revoluce“ začala vznikat i videa příznivců prezidentského kandidáta Pavla Fischera.

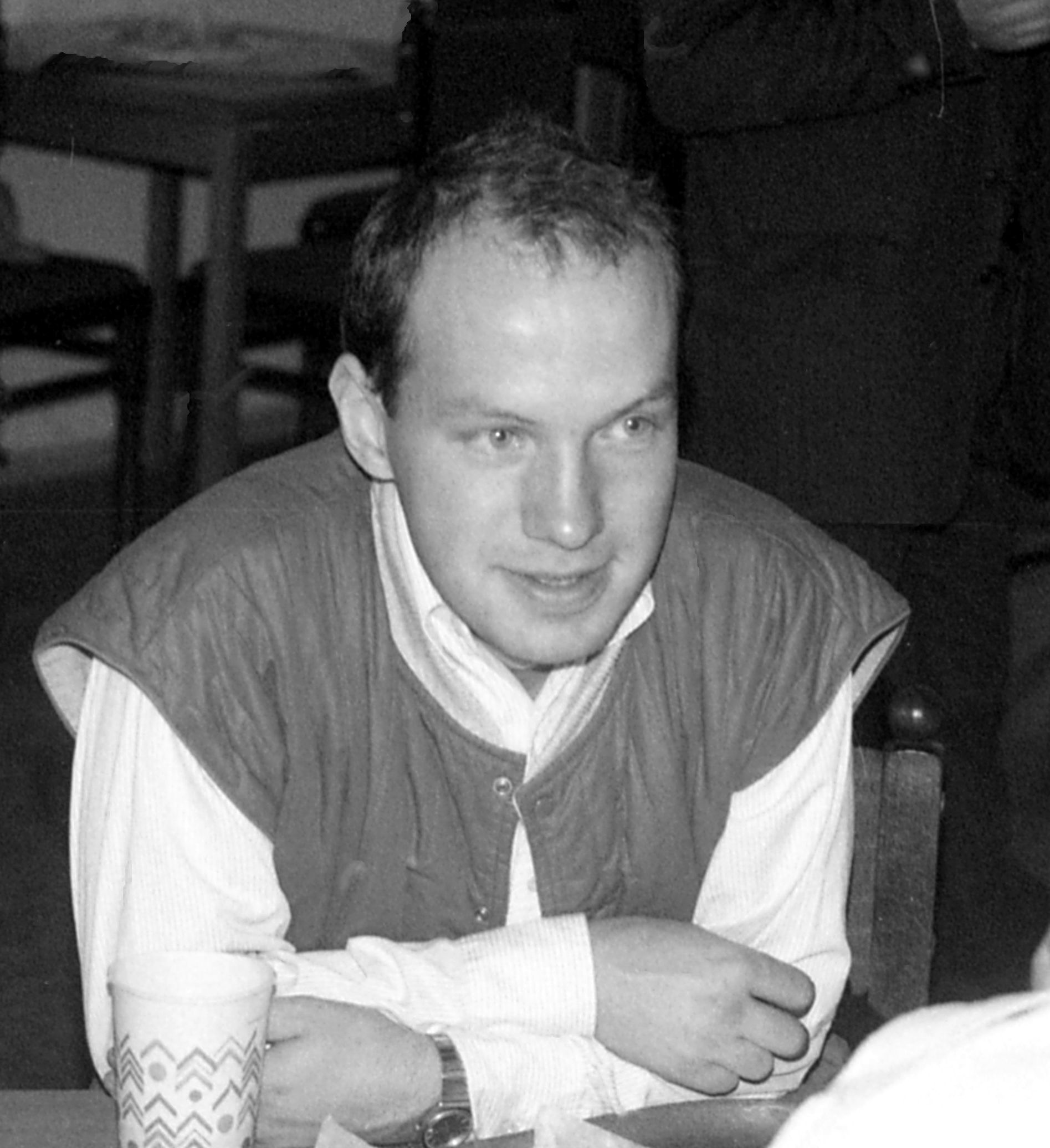
Pavel Fischer, 1989

Po skončení prvního kola vyjádřil, spolu s dalšími neúspěšnými kandidáty Markem Hilšerem, Michalem Horáčkem, Vratislavem Kulhánkem a Mirkem Topolánkem podporu do druhého kola Jiřímu Drahošovi (proti obhajujícímu Miloši Zemanovi) a vyzvali své voliče, aby ho volili. Spolu s Markem Hilšerem a Michalem Horáčkem se také v druhém kole podíleli aktivně na kampani ve prospěch Jiřího Drahoše.

### Prezidentské volby 2023
Již v listopadu 2018 Fischer oznámil, že se bude znovu ucházet o post prezidenta republiky, a to v prezidentských volbách 2023. Počátkem října 2022 prohlásil, že kandidaturu oznámí v průběhu nejbližších týdnů. Stalo se tak 18. října 2022, kdy na tiskové konferenci oznámil svůj program a podporu celkem 51 zákonodárců. Fischera podpořila koalice SPOLU, která zároveň podpořila kandidaturu ekonomky Danuše Nerudové a armádního generála ve výslužbě Petra Pavla.
Jeho program byl založen na dlouhodobé perspektivě pro Česko založené na zakotvení v euroatlantickém prostoru. Neměl v plánu obnovit spolupráci s Ruskem, dokud Rusko neskončí vojenské tažení, složí zbraně a přestane vyhrožovat celé Evropě. Chtěl podnítit diskusi zahrnující dlouhodobé plány v oblasti sociální a zdravotní péče, udržitelnosti důchodů, životních podmínkách v sociálně slabých regionech, rozvoje udržitelné, ekologie a ochrany klimatu, odpovědné péče o krajinu, digitalizace a modernizace dopravních sítí. Šlo mu i o ozdravění veřejných financí tak, aby se „současné dluhy neproměnily v daně, které by musely platit naše děti, a Česká republika by se mohla stát vazalským státem svých dlužníků.“ V roli prezidenta nechtěl ztratit kontakt se společností. Proto by prezidentskou kancelář přestěhoval do podhradí, aby se z hradních úředníků nestali „dvořané“.
Kandidaturu Pavla Fischera podpořili např. herci Lukáš Langmajer a Josef Polášek a starosta městské části Praha-Řeporyje Pavel Novotný.
Jeho volební preference se v průzkumech veřejného mínění na konci roku 2022 pohybovaly přibližně na úrovni 6–9 %. Se ziskem 376 705 hlasů (6,75 %) skončil ve volbách na 4. místě a do 2. kola voleb nepostoupil. Oproti volbám v roce 2018 mu voličská podpora klesla asi o 150 000 hlasů. Po skončení prvního kola vyjádřil společně s dalšími neúspěšnými prezidentskými kandidáty Danuší Nerudovou, Markem Hilšerem a Karlem Divišem podporu Petru Pavlovi do druhého kola. Kampaně Petra Pavla před druhým kolem voleb se sám aktivně zúčastnil.

## Senátor Parlamentu České republiky

### Volební kampaň
Na konci února 2018 oznámil, že hodlá kandidovat ve volbách do Senátu PČR na podzim 2018, a to v obvodu č. 17 – Praha 12. Kandidoval jako nezávislý, ale sháněl podporu napříč politickými stranami. Vyjádřily mu ji KDU-ČSL, hnutí STAN, ODS, TOP 09, Konzervativní strana, Koruna Česká a hnutí KAN.
Se ziskem 47,98 % hlasů vyhrál první kolo voleb a ve druhém kole se utkal s nestraničkou za Piráty a LES Evou Tylovou. Tu porazil poměrem hlasů 78,08 % : 21,91 % a stal se senátorem.

### Práce v Senátu
Do funkce předsedy Výboru pro zahraniční věci, obranu a bezpečnost byl zvolen 14. listopadu 2018 na první schůzi výboru ve 12. funkčním období Senátu. Od té doby výbor přijal na návrh svého předsedy desítky usnesení reagujících na aktuální bezpečností a zahraničně-politické události.
Z pozice předsedy výboru se často účastní pietních akcí. 3. května 2019 měl v zastoupení Senátu hlavní projev na vzpomínkovém pietním aktu k stému výročí (v předvečer posledního letu) úmrtí Masarykova spolubojovníka při zakládání republiky a legií během první světové války Milana Rastislava Štefánika před jeho sochou a hvězdárnou na pražském Petříně, pořádaném společností generála M. R. Štefánika, ČSOL, Masarykovým demokratickým hnutím, hvězdárnou a dalšími demokratickými organizacemi.
V říjnu 2022 výbor zaujal odsuzující stanovisko k násilnému potlačování pokojných protestů v Íránu po smrti Mahsy Amíníové. Vládu Íránu v něm vyzval, aby převzala odpovědnost za činy svých orgánů a začala naslouchat obavám vlastních občanů.
Schůze výboru se v březnu 2021 účastnila i Svjatlana Cichanouská. Představitelce běloruské opozice v exilu vyjádřili senátoři podporu.

#### Čína a Tchaj-wan
Výbor k problematice čínského vlivu uspořádal dvě veřejná slyšení. První s názvem Národní bezpečnost a obchod s Čínou se konalo 25. září 2019 a propojilo bezpečnostní komunitu a politiky se zástupci velkých i malých firem, aby sdíleli zkušenosti a posílili pozici vůči zemím, v nichž je riskantní podnikat. Na slyšení vystoupil například bývalý velvyslanec při NATO Jiří Šedivý, ředitel BIS Michal Koudelka a zástupci svazů.
Druhé veřejné slyšení z 25. září 2020 na téma Odolnost veřejných institucí vůči zahraničním vlivům vycházelo z vlastního šetření, které výbor učinil mezi městy a obcemi, kraji, úřady a ministerstvy a ve kterém se ptal na spolupráci se zahraničními subjekty. Na slyšení vystoupili opět šéf BIS Michal Koudelka, eurokomisařka Věra Jourová, sinoložka Olga Lomová, analytici Monika Richter a Jakub Kalenský ad.
Fischer se dlouhodobě staví na stranu Tchaj-wanu. V září 2020 se účastnil delegace senátorů na Tchaj-wan. 4. května 2022 vyzval senátní výbor na Fischerův návrh vládu ČR, aby vyjádřila podporu účasti Tchaj-wanu na zasedáních, v mechanismech a činnostech mezinárodních organizací WHO, UNFCCC, ICAO a Interpol.

#### Vrbětická kauza a neschopnost Miloše Zemana vykonávat úřad prezidenta republiky
Poté, co 17. dubna 2021 došlo ke zveřejnění tzv. Vrbětické kauzy, bezpečnostní výbor podpořil vládu v jejím rozhodnutí vyhostit 18 pracovníků ruské ambasády. Výbor shledal, že na straně státu došlo k pochybením, zejména v otázce informování spojenců a koordinace následných kroků s nimi.
V rámci šetření vrbětické kauzy se senátoři zabývali také činy prezidenta republiky Miloše Zemana. Podle Pavla Fischera svými výroky v televizním vysílání veřejně poškodil instituce státu, zpochybnil závěry bezpečnostních složek a relativizoval celou kauzu. „V celé šíři aktivit však výrazně absentoval prezident. A když se nakonec Miloš Zeman po týdnu objevil, prokazatelně jednal proti zájmům státu a jeho bezpečnosti. Veřejně mluvil o věcech, které v zájmu vyšetřování měly zůstat tajné, a svými verzemi amatérského detektiva podkopával pozici vlády,“ okomentoval Fischer prezidentovo veřejné vystupování po zveřejnění kauzy.
Výbor tak v červnu 2021 přijal usnesení, v němž v souladu s článkem 66 Ústavy vyslovil, že Miloš Zeman není schopen vykonávat úřad prezidenta republiky. Podle tohoto ustanovení by dočasně přešly některé kompetence do rukou dalších ústavních činitelů, dokud nebude prezident republiky opět schopen vykonávat úřad.
Tento návrh výboru následně projednávaly Stálá komise senátu pro Ústavu ČR a parlamentní procedury a Ústavně-právní výbor. Členové těchto orgánů se nakonec rozhodli, že hlasování o návrhu nedoporučí plénu senátu, čímž návrh na nějaký čas fakticky spadl pod stůl. V příštích měsících byl Miloš Zeman za podivných okolností hospitalizován, a tak se téma znovu vrátilo do veřejného prostoru, tentokrát kvůli zdravotním důvodům a nedostatečné práci Kanceláře prezidenta republiky.
Závěrečnou zprávu k Vrbětické kauze, u níž byl Fischer zpravodajem, schválil výbor v lednu 2022. V závěru zprávy se senátoři ke krokům vlády postavili znovu kriticky: „V krizové situaci se ukázalo, že vláda s prezidentem a Policí ČR a bezpečnostními službami nebyli schopni se sjednotit ve výrocích a aktivitách, což vážně ohrozilo bezpečnost státu. Neexistovala jednotná strategie v postupu na úrovni vlády, ani na úrovni vlády a prezidenta, potažmo Bezpečnostní rady státu. Reakce české strany na útok byla nejednotná a nepřipravená, přestože nejvyšší ústavní činitelé a prezident měli na tuto přípravu dostatek času (stěžejní spis s utajovanými informacemi pro celý případ byl doručen KPR dne 7. dubna 2021, avšak prezident ho podle veřejných informací dostal do rukou až 13. dubna). Týden zpoždění se v tak významné kauze musel v rozhodujícím období projevit na slabé koordinaci mezi vládou a nedostatečně informovaným prezidentem. Nekoordinované a nedostatečné bylo rovněž získávání podpory našich spojenců.“ 

#### Události na Ukrajině
Senátní zahraničně-bezpečnostní výbor projednával dění na Ukrajině již před vpádem ruských vojsk v únoru 2022. 
Fischer absolvoval od vypuknutí konfliktu dvě cesty na okupovanou Ukrajinu. Jednal s představiteli ukrajinského parlamentu a navštívil místa, která byla zničena ruskou armádou. „Zvěrstva, která se odehrála například v Buči, jsem viděl na vlastní oči a jsou nepopsatelná. O to víc mě šokuje, že se u nás najdou lidé, kteří je popírají. Je proto důležité, aby přímo na místo jezdili představitelé evropských států a vysvětlovali svým občanům, co tam viděli,” okomentoval Fischer svůj dojem z cesty a dodal, že „Ukrajině musíme pomáhat, jde tu také o naši vlastní suverenitu. Dlouho vedlo Rusko na seznamu nepřátel jen USA a Českou republiku. Nesmíme zapomínat, jak moc nás nenávidí. Je naší povinností Putina zastavit.“

#### Energetická bezpečnost
Výbor se v letech 2020 a 2021 intenzivně věnoval plánované stavbě nových bloků jaderné elektrárny v Dukovanech. Vyzýval vládu, aby do tendru nepřizvala uchazeče z Ruské federace a Čínské lidové republiky. Tedy země, jak tvrdí senátoři, „jejichž samotnou přítomnost v tendru lze v souladu se strategickými dokumenty státu označit za rizikovou“. Jednání výboru k této problematice se účastnili Jaroslav Míl, bývalý ředitel ČEZ a bývalý vládní zmocněnec pro jadernou energetiku, šéf BIS Michal Koudelka, Jan Beroun, ředitel Vojenského zpravodajství, Karel Řehka, ředitel NÚKIB (pozn.: 2021) a další zástupci bezpečnostních složek. Postoj vlády se změnil na základě odhalení údajných pachatelů výbuchu ve Vrběticích.
Po ruské invazi na Ukrajinu v únoru 2022 došlo k rapidnímu růstu cen energií, zejména v souvislosti s dodávkami plynu. Výbor se možným řešením energetické krize věnoval opakovaně. Apeloval na vládu ČR, aby u svých německých a polských protějšků prosazovala výstavbu další plynové infrastruktury, nebo aby na úrovni EU prosadila společné nákupy plynu. Vyvázání se ze závislosti na ruském plynu je dle senátorů primární otázka suverenity a národní bezpečnosti.

#### Izrael a Gaza
Fischer s poukazem na izraelskou okupaci palestinských území a na zacházení s Palestinci prohlásil, že je třeba “opustit romantické představy o Izraeli.“ Kritizoval izraelskou blokádu Pásma Gazy a další kroky Izraele během války v Gaze. V květnu 2025 podpořil rozhodnutí většiny členských států Evropské unie přezkoumat asociační dohodu s Izraelem a „s Izraelem řešit to, co se děje a co považujeme za v rozporu s mezinárodním právem“. Podle Fischera by mezinárodní právo mělo platit pro všechny, včetně Izraele, a „České republice jako spojenci Izraele by slušelo, kdybychom nedávali Izraeli bianco šek“. Odmítl návrh premiéra Petra Fialy na přesun velvyslanectví České republiky v Tel Avivu do Jeruzaléma.

### Obhajoba mandátu
Ve volbách do Senátu PČR v roce 2024 obhajuje v obvodu č. 17 – Praha 12 senátorský mandát jako nestraník za TOP 09 v rámci koalice ODS, KDU-ČSL,  TOP 09 a hnutí STAN. Mandát obhájil již v prvním kole se ziskem 53,14 % hlasů a porazil tak i kandidáta AUTO a hnutí ANO Borise Šťastného, který skončil druhý.

## Kandidatura do Evropského parlamentu
V roce 2023 přijal Fischer nabídku KDU-ČSL ke kandidatuře ve volbách do Evropského parlamentu v roce 2024 jako nestraník.
Proti jeho kandidatuře se však vyslovilo několik členů KDU-ČSL, podle kterých je nesmysl dávat prostor nestraníkovi, když lidovci budou hrát v Evropském parlamentu maximálně o dva mandáty. Podle některých lidovců by se měl Pavel Fischer stát členem strany nebo alespoň vstoupit do Senátorského klubu KDU-ČSL a nezávislí. Pavel Fischer posléze oznámil, že se v nejbližším čase rozhodne o užší spolupráci s lidovci.
Na nominační konferenci pro volby do Evropského parlamentu se umístil mezi kandidáty KDU-ČSL jako pátý.
Dne 25. října 2023 Pavel Fischer oznámil, že nakonec nebude kandidovat do Evropského parlamentu. Ke stažení své kandidatury uvedl, že chtěl usnadnit vznik kandidátky koalice SPOLU (tj. ODS, KDU-ČSL a TOP 09).